# Радмило Зељаја
Радмило Зељаја (Сарајево, 5. мај 1957) је генерал-мајор Војске Републике Српске у пензији. Током Одбрамбено-отаџбинског рата био је командант 43. приједорске моторизоване бригаде.

## Биографија
Рођен је 1957. године у Сарајеву, од оца Милана, радника и мајке Наде, домаћице. Ожењен је. По националности је Србин и слави крсну славу Светог Јована Крститеља-Јовањдан (20. јануар).
Основну школу "Петар II Петровић Његош"  завршио је 1972. на Илиџи, Жељезничку индустријску школу "Васо Мискин Црни" у Сарајеву, Војну гимназију "Братство и јединство" - четврту годину у Београду 1975, Војну академију Копнене војске, смјер пјешадија је завршио 1980 са оцјеном добар, у Београду. Испит за чин мајора у Центру високих војних школа у Београду положио је 1990. године.
Завршио је Командно-штабну школу тактика копнене војске 1997. (дипломски рад: "Моторизована бригада у операцији Коридор 92") и Школу националне одбране 1999. године у Београду (дипломски рад: "Одбрамбена операција Војске Републике Српске готовим снагама - елаборат за командно-штабну вежбу").
У чин потпоручника пјешадије произведен је 1980. године, а унапријеђен је у чин поручника 1981, у чин капетана 1984, у чин капетана прве класе 1988, у чин мајора 1991 (ванредно), чин потпуковника 1992. (ванредно), у чин пуковника 1993. (ванредно) и био је најмлађи пуковник у Војсци Републике Српске и Војсци Југославије. Чин генерал-мајора добио је 20. марта 2001. године.
Обављао је сљедеће дужности: командир вода у пјешадијском пуку 1980-1983. у Тузли; командир чете у моторизованој бригади 1983-1986. у Бањој Луци; командант моторизованог "А" батаљона у моторизованој бригади 1986-1989 у Бањој Луци; начелник Штаба (уједно замјеник команданта) у 343. моторизованој бригади у 1989-1991. у Приједору; командант 343. моторизоване бригаде 1991-1992, командант 43. моторизоване бригаде 1992-1996, која је међу првим јединицама одликованим Орденом Немањића у Војсци Републике Српске; начелник Управе за оперативно-наставне послове 1. управа Генералштаба Војске Републике Српске 1997-2002. у Бијељини и Бањој Луци. Поред дужности команданта моторизоване бригаде, уједно је обављао и сљедеће дужности: командант тактичке групе 4 (састава 3 бригаде и 2 самостална батаљона) у операцији "Коридор 92" 1992-1995. и у периоду 1992-1994; начелник штаба и командант оперативне групе "Приједор" 1. крајишког корпуса у завршним операцијама Војске Републике Српске 1995. Учествовао је у ратним дејствима у саставу 3. армије Војске Југославије, од 24. марта до 10. јуна 1999. године.
Службовао је у гарнизонима: Тузла, Бања Лука, Приједор и Бијељина.
Пензионисан је 22. фебруара 2002. године. Живи у Србији.

## Одликовања и признања
- Медаља за војне заслуге (1982)

Током војне службе оцјењиван је осам пута: једном оцјеном добар, четири пута оцјеном истиче се и три пута оцјеном нарочито се истиче.